# الکسی اولوونیکوف
الکسی اولوونیکوف (روسی: Алексей Матвеевич Оловников؛ زادهٔ ۱۰ اکتبر ۱۹۳۶) زیست‌شناس اهل روسیه است.